# 100 проблем и девушка
«100 проблем и девушка» (англ. Playing Mona Lisa) — американская кинокомедия 2000 года режиссёра Мэтью Хаффмана.

## Сюжет
Клэр Голдштейн — талантливая пианистка, сдающая основной экзамен вместе с друзьями, включая парня Джереми, но на той же неделе он бросает её. Землетрясение в Сан-Франциско повреждает квартиру, где она живёт, поэтому ей надо пересечь весь город, чтобы переехать жить к своим родителям. Но и здесь проблемы не оставляют в покое: её сестра собирается замуж, мать погрузилась в оккультизм, а отец потерял работу. Все мысли Клэр лишь о Джереми, несмотря на попытки подруг обратить её внимание на других парней. Её любимый учитель, Беннетт, назначает ей прослушивание, но она решает не приходить. Затем она знакомится с Эдди. Послужит ли он ключом к её возврату в мир людей?

## В ролях
| Актёр           | Роль              |
| --------------- | ----------------- |
| Алисия Уитт     | Клэр              |
| Харви Файерстин | Беннетт           |
| Брук Лэнгтон    | Сабрина           |
| Джонни Галаки   | Артур             |
| Эллиотт Гулд    | Берни Гольдштейн  |
| Иван Сергей     | Эдди / Карл / Бен |